# Сєвероуральськ
Сєвероура́льськ (рос. Североуральск) — місто, центр Сєвероуральського міського округу Свердловської області.

## Географія
Місто розташоване на лівому березі річки Вагран (басейн Обі), за 480 км на північ від Єкатеринбургу.

## Історія
Утворений 1944 року з промислового селища Петропавловський, заснованого 1758 року.

## Населення
Населення — 29263 особи (2010, 34673 у 2002).

## Економіка
Сєвероуральськ — центр видобутку і переробки бокситів. Родовище бокситів «Червона шапочка» було відкрито 1931 року інженером-геологом Миколою Каржавіним.